# Platja de Chihuahua
La platja de Chihuahua és una platja nudista situada a l'Uruguai al departament de Maldonado. Es troba a llevant del litoral de Punta del Este, sobre la badia de Portezuelo.
Chihuahua és l'única platja nudista del país i s'ubica en una zona boscosa, amb rierols, i de fàcil accés per carretera.